# Таборда, Франсишку Алвиш да Силва

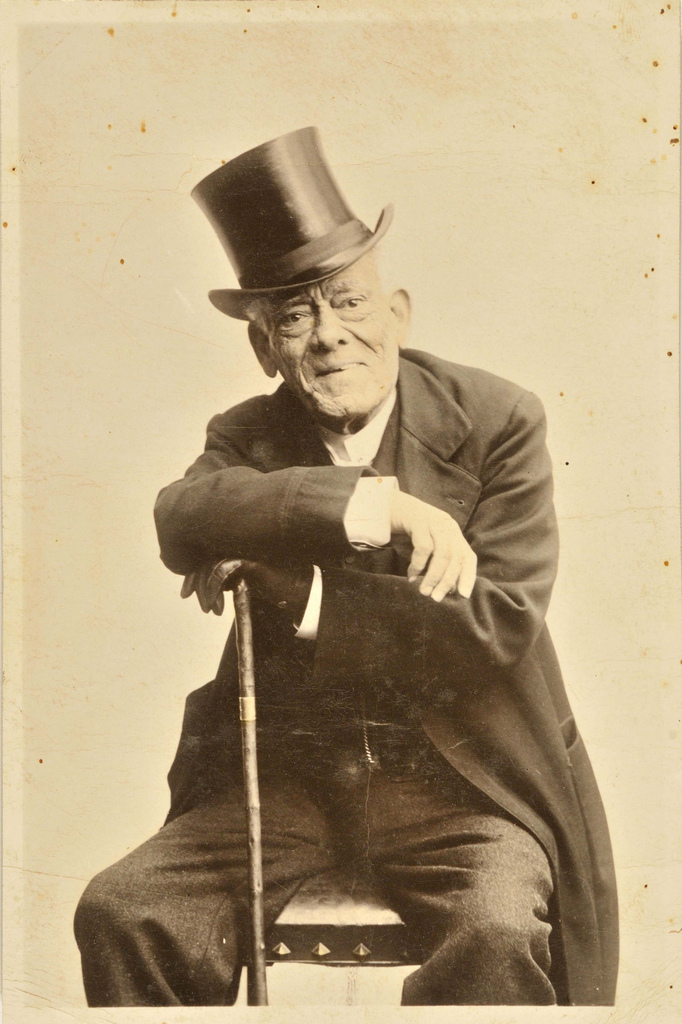
Франсишку Алвиш да Силва Таборда около 1909 г.

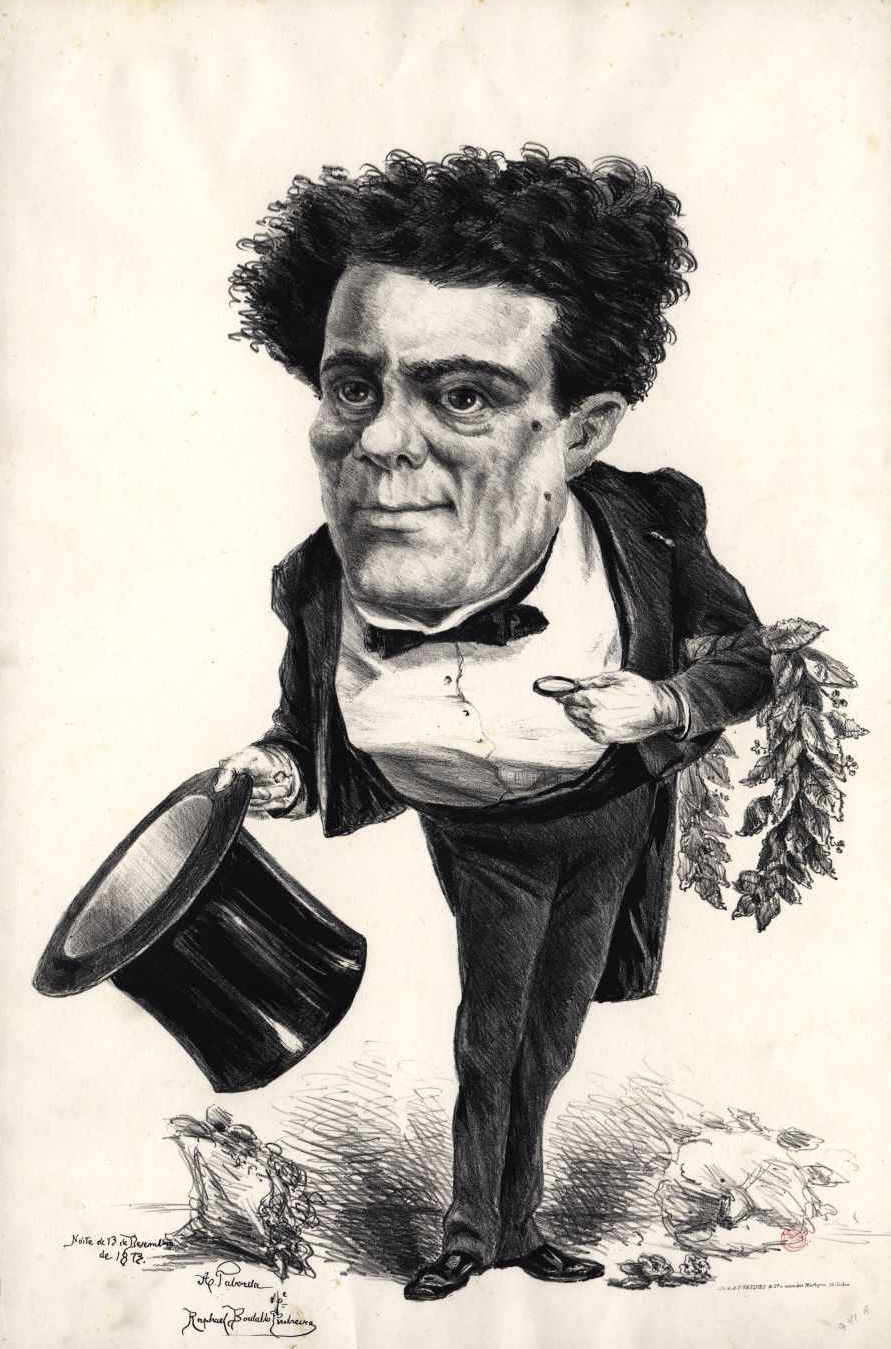
Карикатура на Таборду худ. Р. Бордалу Пиньейру

Франсишку Алвиш да Силва Таборда (порт. Francisco Alves da Silva Taborda; 8 января 1824, Абрантиш — 5 марта 1909, Лиссабон) — португальский актёр. Один из самых известных и популярных драматических актёров XIX века в Португалии, которого называли «королём португальского водевиля», а также «королём португальской оперетты».

## Биография
В детстве был учеником в типографии, затем актёром-любителем. В профессиональном театре дебютировал в 1846 году на открытии театра «Жиназиу» (Лиссабон) и за исключением нескольких сезонов до конца жизни выступал на сцене этого театра.
Амплуа — комедийный актёр. Прославился исполнением комедийных ролей. Играл в произведениях национальной и зарубежной классической драматургии. Особенную известность получили его выступления в пьесах Мольера («Лекаре поневоле», 1894, Национальный театр, Лиссабон).

## Память
- В 1912 году в его честь была поставлена статуя, в саду, который впоследствии будет называться его именем в Абрантише перед зданием местного театра.